# Goniada gigantea
Goniada gigantea är en ringmaskart som först beskrevs av Addison Emery Verrill 1885.  Goniada gigantea ingår i släktet Goniada och familjen Goniadidae. Inga underarter finns listade i Catalogue of Life.